# Ordem da Índia Britânica
A Ordem da Índia Britânica foi instituída originalmente pela Companhia das Índias Ocidentais, em 18 de abril de 1837 para os que realizassem um serviço longo, fiel e honorável. Os poderes da companhia foram removidos e a Ordem transformou-se numa parte do Sistema de Honras Britânico em 1859. A ordem tornou-se obsoleta depois de a Índia se tornar independente, em 1947
A Ordem era dividida em duas classes, primeira e segunda classe. Os nomeados na segunda classe usavam, após o nome, o título Bahadur (herói) e os de primeira classe, usavam o título
Sardar Bahadur (líder heroico), além das letras OBI. A ordem era altamente distinta e era concedida a quem realizava honoráveis serviços, e também era concedida frequentemente aos oficiais por entre vinte e trinta anos de serviço.